# Insubmissió lingüística
La insubmissió lingüística és una forma d'activisme basada en la desobediència en situacions de dominació o de subordinació lingüístiques, amb l'objectiu de fer respectar els propis drets lingüístics. La insubmissió lingüística sol tenir lloc en contextos de contacte entre llengües, i especialment en casos de diglòssia, en les quals el fet de parlar una llengua pot ser presentat com un acte de mala educació, de falta de respecte o de mala fe.
Entre els antecedents més coneguts, hi ha actors com la Crida a la Solidaritat als anys 80 o les reivindicacions de grups polítics i sindicals. Un dels antecedents històrics més coneguts és el de la detenció i vexació d'Antoni Gaudí l'11 de setembre de 1924 per parlar en català amb la policia. La Plataforma per la llengua —que elabora anualment un informe de discriminacions per raó de llengua als Països Catalans— ha propugnat històricament estratègies individuals d'insubmissió lingüística. El concepte va ser divulgat per Francesc Ferrer i Gironès en un assaig del 1990 anomenat La insubmissió lingüística i en articles de premsa.
En el context sard, la insubmissió lingüística (insubordinatzione linguìstica) ha estat proposada per exponents de l'activisme lingüístic i de l'independentisme (Atzori 2019).
En el context del postcolonialisme africà, la decisió de l'escriptor i activista kikuiu Ngũgĩ wa Thiong'o d'abandonar l'anglès com a llengua de creació representa un cas d'insubmissió lingüística sostingut en el temps, especialment pel fet que va ser presa en un context de repressió i empresonament.
La diputada kurda Leyla Zana va ser condemnada a quinze anys de presó després del seu discurs de jurament de càrrec al parlament turc, al qual va afegir una frase en llengua kurda, prohibida a Turquia fins al 1991.